# Autographa gammoides
Autographa gammoides är en fjärilsart som beskrevs av Adolph Speyer 1875. Autographa gammoides ingår i släktet Autographa och familjen nattflyn. Inga underarter finns listade i Catalogue of Life.